# Saturn (rakieta)

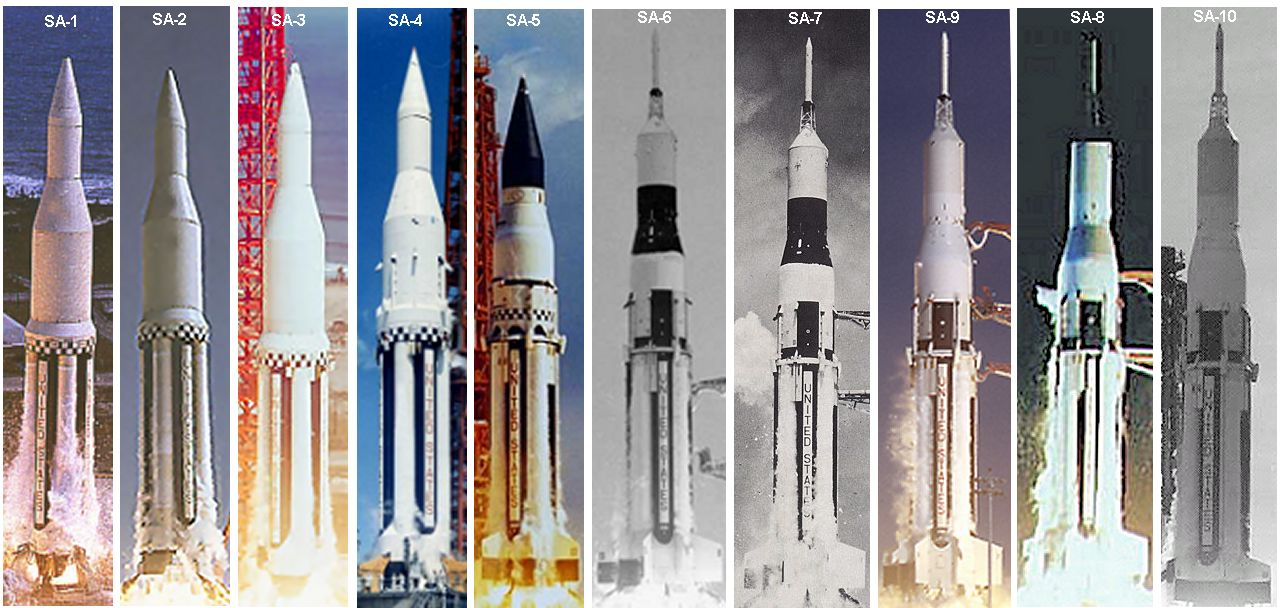
Rodzina rakiet Saturn I

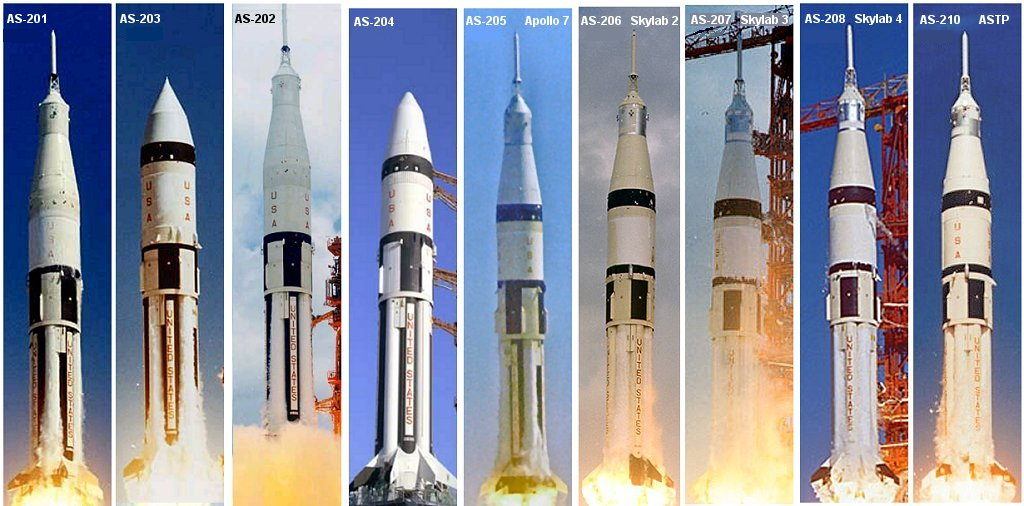
Rodzina rakiet Saturn IB

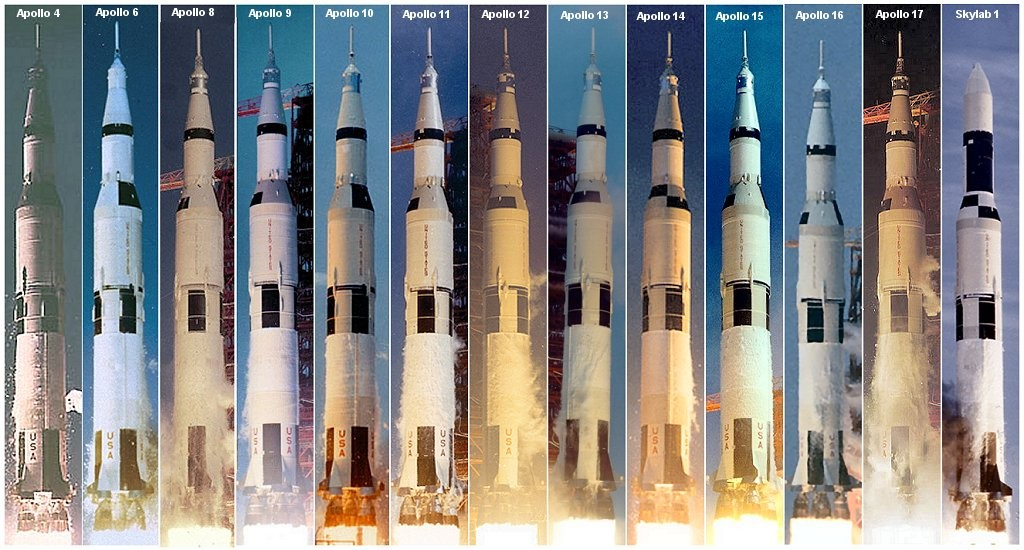
Rodzina rakiet Saturn V

Saturn – seria dwustopniowych (Saturn I i Saturn IB) i trójstopniowych (Saturn V) amerykańskich rakiet nośnych używanych w latach 1964–1975. Głównie stosowane w lotach załogowych na Księżyc w czasie realizacji Programu Apollo (Saturn V). Saturny zostały stworzone przez Wernera von Brauna.
- Saturn I – używany był głównie do testów.
- Saturn IB – był wykorzystywany w programie Skylab, misji Apollo 7 (misja Apollo 1 nie powiodła się z powodu pożaru wewnątrz statku na platformie startowej i śmierci astronautów) i misji Apollo-Sojuz.
- Saturn V – dzięki tej rakiecie człowiek postawił stopę na Księżycu.
- Saturn INT-21 – wyniósł stację kosmiczną Skylab.